# Ranunculus jovis
Ranunculus jovis är en ranunkelväxtart som beskrevs av Aven Nelson. Ranunculus jovis ingår i släktet ranunkler, och familjen ranunkelväxter. Inga underarter finns listade i Catalogue of Life.